# Gustav de Laval

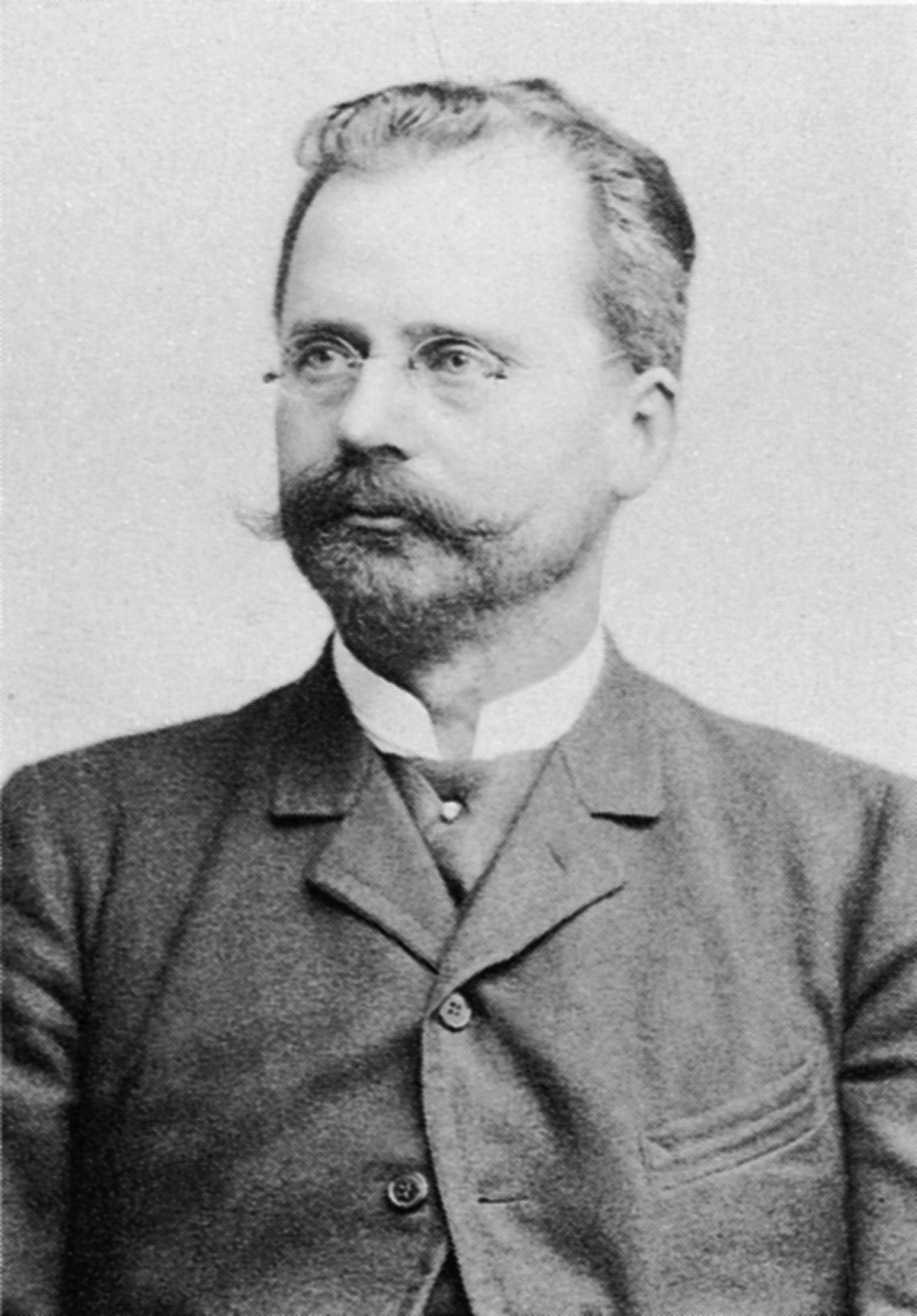
Carl Gustaf Patrik de Laval

Carl Gustaf Patrik de Laval (Aussprache [ˌgɵsːtɑːv ˈdœlːaval], * 9. Mai 1845 in Orsa, Schweden; † 2. Februar 1913 in Stockholm) war ein Ingenieur und Erfinder.

## Leben

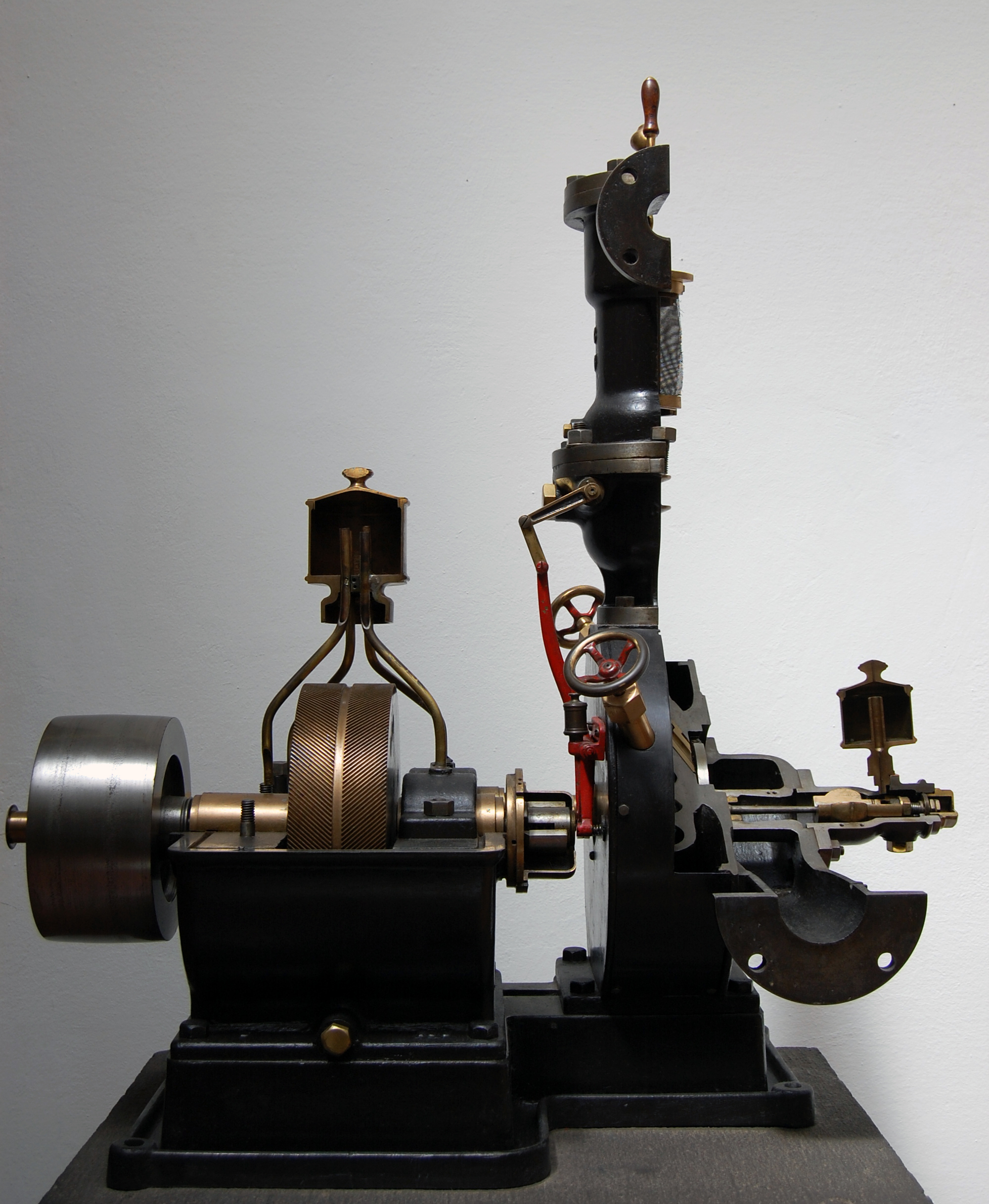
Laval-Turbine (rechts) im Deutschen Museum, München

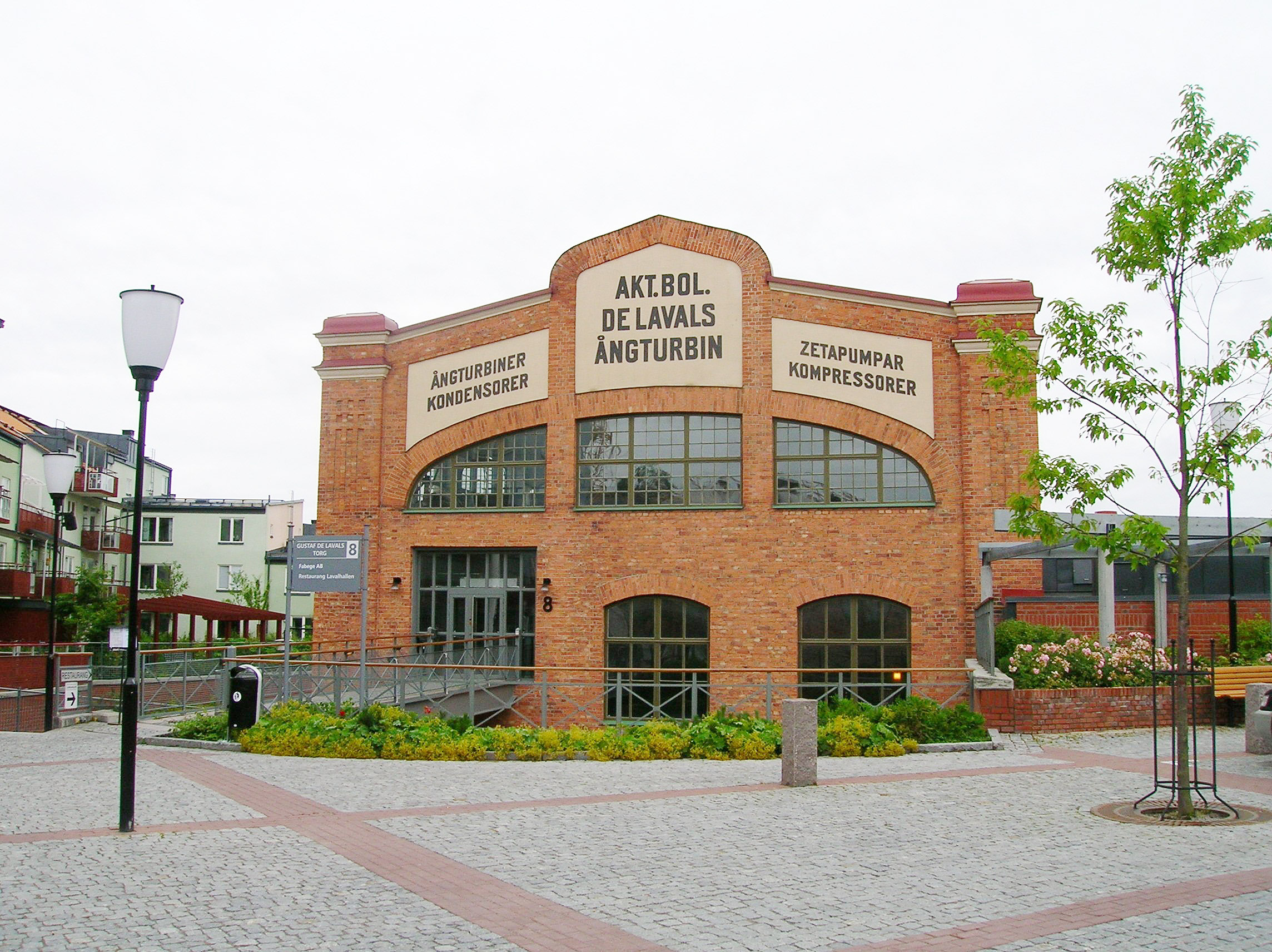
de Lavals ehemalige Turbinenfabrik, die nun ein Konferenzcenter ist, in Nacka außerhalb von Stockholm

Gustav de Lavals Vater stammte aus Frankreich und seine Mutter aus Schweden. Von seinen zahlreichen Erfindungen auf allen Gebieten des Ingenieurwesens ist die wohl bedeutendste eine weiterentwickelte Zentrifuge von Wilhelm Lefeldt für Milch zum Abscheiden des Rahms von 1878, für deren Antrieb er eine Gleichdruck-Dampfturbine mit Patent von 1883 erfand (Lavalturbine). Carl Gustaf Patrik de Laval erfand eine Reihe weiterer typischer Maschinenelemente, die Eingang in den Turbinenbau fanden. Zu ihnen gehören die auch heute noch sehr dünnen Turbinenwellen in pendelnden Lagern, die ihre Resonanzfrequenz unterhalb der eigenen Drehzahl haben.
Die nach Carl Gustaf Patrik de Laval benannte Lavaldüse ist eine 1883 für die Beaufschlagung von Dampfturbinen mit Wasserdampf entwickelte Düse. Sie ist so geformt, dass ein durchströmendes Gas oder Dampf in ihrem Inneren auf Überschallgeschwindigkeit beschleunigt werden kann, ohne dass es zu Verdichtungsstößen kommt. Die Schallgeschwindigkeit wird im engsten Querschnitt der Düse erreicht.
Carl Gustaf Patrik de Laval wagte sich mit seinen Konstruktionen an die Grenzen der zu seiner Zeit für möglich erachteten Belastungen. Eine seiner Turbinen konzipierte er mit der Drehzahl von 42.000 Umdrehungen pro Minute in einer Größenordnung, die von seinen Zeitgenossen als außerordentlich gefährlich angesehen wurde.
De Laval gründete 1883 zusammen mit Oscar Lamm die Firma AB Separator, welche sich 1963 in Alfa Laval umbenannte.
1904 wurde er mit der Grashof-Denkmünze des Vereins Deutscher Ingenieure ausgezeichnet.